# Kristopher Logan
Kristopher Logan est un acteur américain né le 30 novembre 1960 à San Diego en Californie.

## Filmographie

### Cinéma
- 1982 : Citizen
- 1986 : Howard... une nouvelle race de héros : un clochard
- 1988 : La Dernière Cible : un homme armé
- 1990 : Synthoïd 2030 : Scratch
- 1991 : Rocketeer : le commando nazi
- 1991 : Puppet Master III : La Revanche de Toulon : Lieutenant Eric Stein
- 1993 : La Disparu : un serveur
- 1993 : Demolition Man : l'homme troublé
- 1994 : Pentathlon : le jeune allemand
- 1994 : Star Trek : Générations : le survivant El Aurian
- 1995 : L'Homme à abattre : Serlano Henchman
- 1999 : Blood Dolls : Virgil Travis
- 2001 : Monkeybone : le patron
- 2004 : Bob l'éponge, le film : Squinty le pirate
- 2005 : Freeze Out : Chip
- 2007 : Ghost Poker : le croupier à la roulette
- 2012 : Tim and Eric's Billion Dollar Movie : le producteur du studio
- 2014 : North Blvd : le postier
- 2017 : Cycladic Figures : Davno

### Télévision
- 1988 : A Whisper Kills : Tommy Watson
- 1990 : Matlock : Arnie (1 épisode)
- 1990 : Rick Hunter : Dean Haller (1 épisode)
- 1990 : Code Quantum : Shane Thomas (1 épisode)
- 1991 : Dream On : Mugger (1 épisode)
- 1992 : Parker Lewis ne perd jamais : Joe le barman (1 épisode)
- 1994 : New York Police Blues : Clarke (1 épisode)
- 1994 : Urgences : l'homme-homard (1 épisode)
- 1994 : Babylon 5 : le troisième ambassadeur (1 épisode)
- 1995 : Les Dessous de Palm Beach : Sven (1 épisode)
- 1996 : Les Sœurs Reed : Creep (1 épisode)
- 1996 : Mitch Buchannon : Shepard (1 épisode)
- 1996-1999 : Sliders : Les Mondes parallèles : un touriste et l'assassin (2 épisodes)
- 1997 : The Burning Zone (1 épisode)
- 1997 : Brooklyn South : Danny Meehan (1 épisode)
- 1998 : Profiler : Dennis Mumford (1 épisode)
- 1998 : C-16 : le technicien en déminage (1 épisode)
- 1999 : Le Caméléon : M. Dodson (1 épisode)
- 2002 : Six Feet Under : Jack (1 épisode)
- 2003 : Alias : Garth (1 épisode)
- 2004 : Charmed : un démon (1 épisode)
- 2006 : Kitchen Confidential : un sans-abri (1 épisode)
- 2006 : Veronica Mars : Morty le sans-abri (1 épisode)
- 2007 : Esprits criminels  : le gérant du parc d'attractions
- 2011 : Desperate Housewives : un tueur (1 épisode)
- 2011 : Glee : M. Shor (1 épisode)
- 2012 : Awake : un patient (1 épisode)
- 2013 : Shameless : Chester (3 épisodes)
- 2013-2014 : YouTube: The Musical : M. Robinson (4 épisodes)